# 马练
马练（1492年—1569年），字元素，號三湖，湖广武昌府蒲圻县（今湖北蒲圻）人，軍籍，明朝政治人物。同进士出身。

## 生平
正德十四年（1519年）己卯科湖广乡试第二十名。嘉靖八年（1529年）己丑科会试第七十二名，三甲一百五十名進士。嘉靖九年（1530年）任嘉定县知县。嘉靖十三年（1534年）升任南京户部主事，历升员外郎、郎中，监税扬州。十八年遷河南府知府，因千金买妾被弹劾罢官。卒年七十八。

## 家族
曾祖馬駿，登永樂戊子科乡试举人，仕終崖州同知。祖父馬順中，祖母何氏。父馬文獻，瑞州府训导。前母龍氏，母黄氏。慈侍下。異母兄綱，同母兄綬、絍。從兄縝、績。從弟维。